# Xiao Xiangyao
| 237164 Keelung        | 22 ottobre 2008  |
| 237187 Zhonglihe      | 23 ottobre 2008  |
| 239593 Tianwenbang    | 20 ottobre 2008  |
| 239611 Likwohting     | 23 ottobre 2008  |
| 246643 Miaoli         | 18 dicembre 2008 |
| 278956 Shei-Pa        | 22 ottobre 2008  |
| 278986 Chenshuchu     | 20 ottobre 2008  |
| 281561 Taitung        | 21 ottobre 2008  |
| 281564 Fuhsiehhai     | 23 ottobre 2008  |
| 281569 Taea           | 23 ottobre 2008  |
| 321131 Alishan        | 23 ottobre 2008  |
| 336392 Changhua       | 23 ottobre 2008  |
| 349785 Hsiaotejen     | 16 gennaio 2009  |
| 435728 Yunlin         | 22 ottobre 2008  |
| 465513 Chenchen       | 22 ottobre 2008  |
| 484734 Chienshu       | 19 dicembre 2008 |
| 498797 Linshiawshin   | 23 ottobre 2008  |
| 528489 Ntuef          | 20 ottobre 2008  |
| 650474 Chungchaocheng | 29 agosto 2008   |

Xiao Xiangyao (蕭翔耀S, Xiāo XiángyàoP; ...) è un astronomo taiwanese.
Il Minor Planet Center gli accredita le scoperte di diciassette asteroidi, effettuate tra il 2008 e il 2009, tutte in collaborazione con Ye Quanzhi.